# K3b
O K3b é um programa de computador que funciona como uma interface gráfica para a gravação de CD-ROMs e DVDs e funciona normalmente em sistemas operacionais da família Unix, tais como o Linux e o FreeBSD. Utiliza-se, para gravar mídias, dos programas cdrecord, cdrdao e growisofs. O K3b faz parte do projeto KDE.
Permite criar, além de CD-ROMs e DVDs de dados, CDs de áudio, CDs de vídeo e cópia exata de CDs e DVDs.